# Robin Bartlett
Robin Bartlett (Nova Iorque, 22 de abril de 1951) é uma atriz norte-americano. Sua atuação no Sitcom Mad About You lhe rendeu uma indicação no Prémios Screen Actors Guild e no filme "H.", de 2014, lhe rendeu uma indicação ao Independent Spirit de melhor atriz coadjuvante.
Entre seus inúmeros filmes em que atuou, estão: Heaven's Gate, com Kris Kristofferson e Christopher Walken; A Escolha de Sofia, com Meryl Streep e Kevin Kline; If Looks Could Kill com Roger Rees e Linda Hunt; 12:01 com 
Jonathan Silverman e Martin Landau; ou CSI: Miami, The Shrink Next Door, The Glass Castle.